# Al-Jaghbub
Al-Jaghbub o Jaghbub (àrab: الجغبوب, al-Jaḡbūb) és un oasi del sud-est de la Cirenaica, a Líbia, famós per ser ell lloc on hi la tomba de sàyyid Muhàmmad ibn Alí as-Sanussí, fundador de l'orde dels sanusiyya, origen de la casa reial de Líbia. L'oasi es troba a la via entre l'Oasi de Siwa i Fezzan. La vall de Jahbub ocupa tota la zona, uns 700 km², regada pel uadi Jaghbub.
Muhàmmad as-Sanussí hi va venir des del Caire i hi va fundar la seva zàwiya el 1856. Va arribar a tenir fins a 3.000 habitants, però dos terços eren esclaus. El fundador va morir el 1859 i el va succeir el seu fill sàyyid Muhàmmad al-Mahdí ibn Muhàmmad as-Sanussí (1859-1902) que va abandonar el lloc i es va establir a Kufra (1895) i l'oasi va entrar en decadència. Fou ocupat pels italians el 1926 i pels britànics a la II Guerra Mundial (1941), quedant integrat a Líbia el 1951.

## Geografia
L'oasi de Jaghbub es troba en una depressió profunda que s'estén per sota del nivell del mar. Aquesta depressió, una àrea més baixa que la regió circumdant, arriba a uns -10 m. A l'est, l'oasi de Siwa es troba en una depressió similar i encara més a l'est la gran depressió de Qattara també es troba sota el nivell del mar.